# Krasny Kavkaz (destroyer)
Ne doit pas être confondu avec Krasny Kavkaz (croiseur).
Le Krasny Kavkaz est un destroyer de la classe Kachine en service dans la marine soviétique, plus tard russe, au sein de la flotte de la mer Noire.

## Historique
Du 1er juin 1967 au 31 juin 1967 et du 1er janvier au 31 décembre 1968, le destroyer a prêté assistance aux forces armées égyptiennes et du 5 octobre au 24 octobre 1973 - aux forces armées syriennes. Du 10 mars 1981 au 19 juillet 1984, le navire a été réparé à Sébastopol. Le Krasny Kavkaz a été initialement chargée d'affronter les navires de guerre américains lors de l'incident de la mer Noire de 1988, mais en raison de problèmes techniques, la frégate Bezzavetny a été envoyé à sa place.